# Saint-Germain-sur-Renon
Saint-Germain-sur-Renon là một xã ở tỉnh Ain, vùng Auvergne-Rhône-Alpes thuộc miền đông nước Pháp.